# Metallurgical Corporation of China
Metallurgical Corporation of China Limited (MCC) — китайская строительная и горнодобывающая корпорация, дочерняя структура государственной группы China Metallurgical Group Corporation. Входит в число крупнейших строительных компаний Китая и в сотню крупнейших публичных компаний страны. Основана 1 декабря 2008 года, штаб-квартира расположена в Пекине.  
MCC специализируется на проектировании и строительстве металлургических и горнодобывающих предприятий, транспортной инфраструктуры, производстве промышленного оборудования и стальных конструкций, добыче и переработке полезных ископаемых, развитии жилой и коммерческой недвижимости, торговых, финансовых и консалтинговых услугах. По состоянию на 2019 год выручка Metallurgical Corporation of China составляла 43,2 млрд долл., прибыль — 0,96 млрд долл., активы — 63,9 млрд долл., рыночная стоимость — 10,9 млрд долл., в компании работало 96,6 тыс. сотрудников.

## История
В 1982 году по решению Госсовета Китая была создана Metallurgical Construction Corporation of China (MCC Group), аффилированная с Министерством металлургической промышленности. В декабре 2008 года MCC Group учредила Metallurgical Corporation of China, которая в сентябре 2009 года успешно вышла на Шанхайскую и Гонконгскую фондовые биржи.
По состоянию на 2018 год 88,2 % продаж Metallurgical Corporation of China приходилось на проектирование и строительство, 7,7 % — на развитие недвижимости, 2,2 % — на производство промышленного оборудования, 1,8 % — на разработку ресурсов, 0,9 % — на другие операции.

## Активы
В состав Metallurgical Corporation of China входят 15 крупных строительных предприятий и 13 научно-исследовательских и проектных институтов, а также Шанхайская больница MCC. 

### Дочерние компании
- China Metallurgical Construction Engineering Group
- Capital Engineering & Research Incorporation (CERI)
- The 1st China Metallurgical Construction Corporation
- The 3rd China Metallurgical Construction Corporation
- The 20th China Metallurgical Construction Corporation
- The 22nd China Metallurgical Construction Corporation
- Shanghai Baosteel Metallurgical Construction Corporation
- North China Metallurgical Construction Corporation
- China Jingye Engineering Construction Corporation
- MCC Shenkan Engineering Technology
- MCC Huatian Engineering Technology
- MCC High-Tech Engineering
- Northern Engineering & Technology Corporation
- WISDRI Engineering & Research Incorporation
- CCTEC Engineering
- CISDI Engineering
- Zhongye Changtian International Engineering
- Anshan Coke & Refractory Engineering
- Shanghai MCC International Economic and Trading
- MCC International Incorporation
- MCC Overseas
- MCC Real Estate Group

### Научно-исследовательские учреждения
- Центральный исследовательский институт строительства
- Уханьский исследовательский институт металлургического строительства
- Пекинский исследовательский институт металлургического оборудования
- Шэньянский геотехнологический исследовательский институт
- Геотехнологический исследовательский институт Чэнду

### Добыча сырья
- Медный рудник Саиндак (Чагай, Пакистан)[10][11]
- Цинковый рудник Дуда (Пакистан)
- Медный рудник Айнак (Логар, Афганистан)
- Никелевый рудник Раму (Маданг, Папуа — Новая Гвинея)

## Крупнейшие проекты
Metallurgical Corporation of China модернизирует и обслуживает металлургические комбинаты Baoshan Iron and Steel (Шанхай), Anshan Iron and Steel (Аньшань), Wuhan Iron and Steel (Ухань), Maanshan Iron and Steel (Мааньшань), Taiyuan Iron and Steel (Тайюань), Shandong Iron and Steel (Цзинань), Rizhao Iron and Steel (Жичжао), Chongqing Iron and Steel (Чунцин), Shougang Group (Пекин), Shagang Group (Чжанцзяган) и China Minmetals (Инкоу). Кроме того, компания принимала участие в строительстве никелевого рудника Jinchuan Group, молибденового рудника Jinduicheng Molybdenum, медного рудника Jiangxi Copper, железорудных рудников Wuhan Iron and Steel, Taiyuan Iron and Steel и Benxi Steel Group, нефтяных платформ China National Offshore Oil Corporation в Австралии, очистных сооружений в Шанхае, Ухане и Шэньчжэне, установок сжигания бытовых отходов в Харбине, ветряных электростанций в Сычуане и солнечных электростанций в Нинся. 
Также Metallurgical Corporation of China принимала участие в проектировании и строительстве следующих объектов: третьей башни China World Trade Center, Национального стадиона, штаб-квартиры China National Petroleum Corporation, MCC Virtuous Residence, ULO Park, Xidan Joy City, Xiaoyun International, Phoenix International Media Centre, Jinyan Hotel, Jin’ao International Building и Yanqi Lake International Convention & Exhibition Center (Пекин), World Financial Center, Security Housing и Gushang Jiangnan (Тяньцзинь), Wutong Avenue (Таншань), MCC Family (Баотоу), парка развлечений Yuehai Park (Иньчуань), MCC Binjiang International City (Цицикар), Харбинского Большого театра и Mykal Shopping and Leisure Square (Харбин), China Coal Exhibition Center (Тайюань), International Convention & Exhibition Center (Чжэнчжоу), Luodian Living Community (Шанхай), Олимпийского спортивного центра, International Convention & Exhibition Center и MCC Sky City (Нанкин), Laimeng Metropolis (Чанчжоу), Beilun Maritime Museum и христианской церкви Бэйлун (Нинбо), International Convention & Exhibition Center (Сямынь), Tianze Outlets City Square (Фучжоу), Shizimen Central Business District, Qianshan New Building, West Yuehai и парка развлечений Chimelong Ocean Kingdom (Чжухай), Guanlan Imperial Garden, Splendid China Park и Longgang Dayun Natural Park (Шэньчжэнь), велодрома (Гуанчжоу), парка развлечений Happy World (Гуйян), Wanda Movie Park Entertainment, Qintai Grand Theater и парка развлечений Polar Ocean World (Ухань), International Convention & Exhibition Center и MCC Beiluyuan (Чунцин), Western China International Expo Center, MCC Pastoral World, Shijiu Garden, Xinhua Star Scientific Research Building, Magic Cube и Сычуаньского музея (Чэнду), Pinshan New Town (Ибинь), парка и набережной вокруг озера Ционхай (Сичан), космодрома Вэньчан на острове Хайнань, Resorts World Sentosa и парка развлечений Universal Studios (Сингапур).
Проекты в сфере транспортной инфраструктуры также занимают важное место в строительной деятельности MCC (автомобильные мосты, развязки и тоннели, скоростные шоссе, железнодорожные вокзалы и мосты, станции метро, трамвайные маршруты, портовые причалы, терминалы аэропортов и пешеходные мосты в Шанхае, Нанкине, Ухане, Чунцине, Чэнду, Тяньцзине, Аньшане, Чжухае, Шэньчжэне, Шэньяне, Гуанси, Шаньси, Сычуани и Внутренней Монголии, а также поставки мостостроительной техники в Кувейт).